# 허설
허설(1969년~ )은 대한민국의 싱어송라이터이다. 시노래꾼이라 불린다.

## 생애
강원도 속초에서 태어났고 전남 무안에서 자랐다.
1989년부터 광주 창작음악단체 ‘꼬두메’와 목포전남민예총 회원으로 활동했다.
1999년부터 유종화 시인과 한보리 작곡가와 함께 ‘시하나 노래하나’ 운동에 참여했고, 이후 2005년 말 꼬두메 20주년 기념 공연까지 ‘시를 노래하는 달팽이’의 일원으로 활약했다.
2006년 6월 제주로 둥지를 옮긴 후 강정마을 평화축제를 비롯해 제주와 서울, 광주를 오가며 왕성한 시노래 활동을 펼쳐왔다. 2010년충남으로 이주, 2016년부터 전남 구례에서 살고 있다.

## 음반
- 1집 《바람 한 줄기》(1997)
- 2집 《웃는 발톱》(2009) : 포크 록과 블루스 록, 기타 연주곡, 시노래 등으로 다채롭다. 안도현, 한창훈, 손세실리아 등 문인들의 시와 글을 받아 여러 뮤지션들과 함께 가락 붙이고 연주한 12곡이 실렸다.[1]